# 棋盤山国際観光区

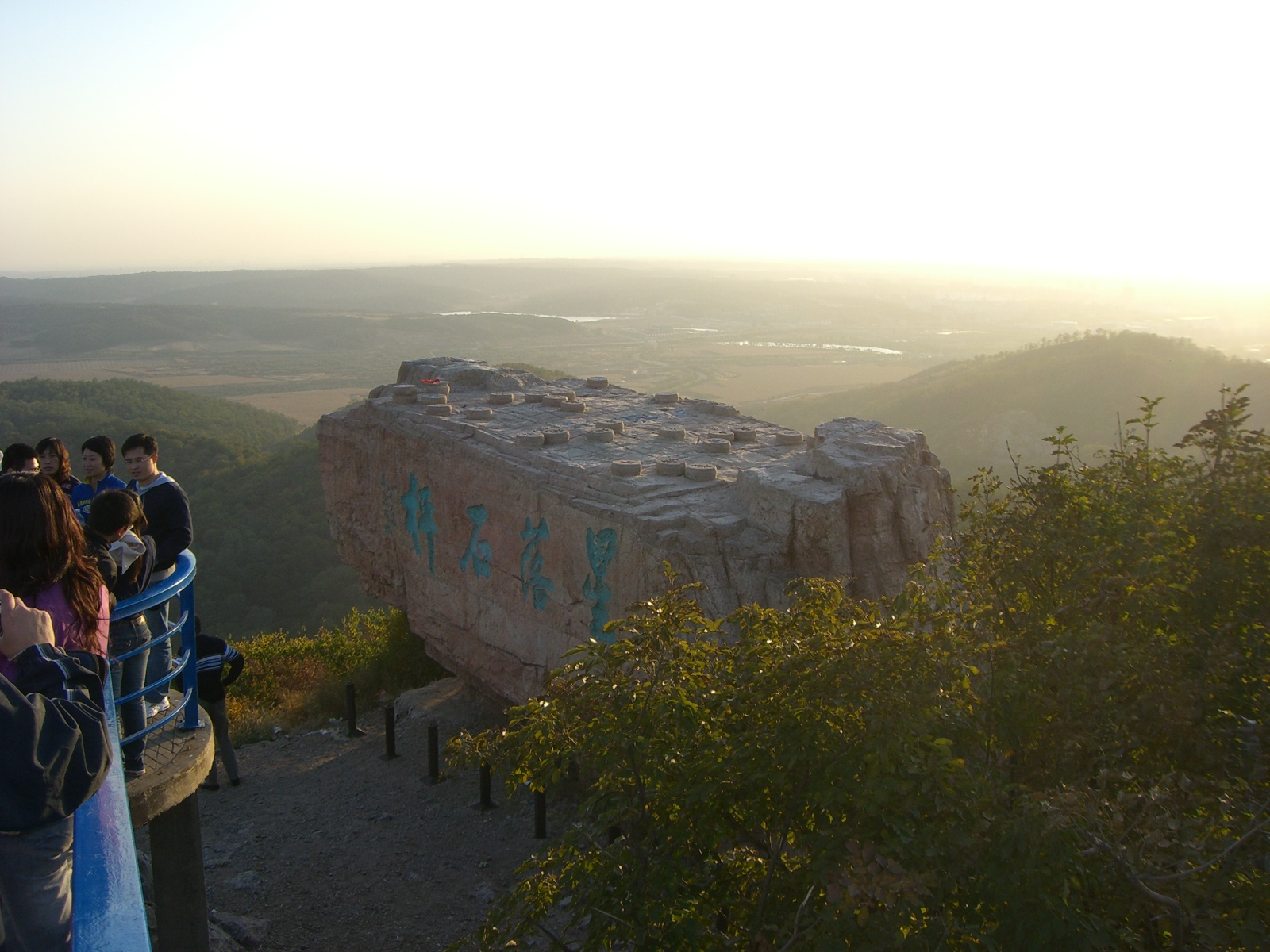
棋盤山の山頂近くには自然の岩でできた「将棋盤」がある。

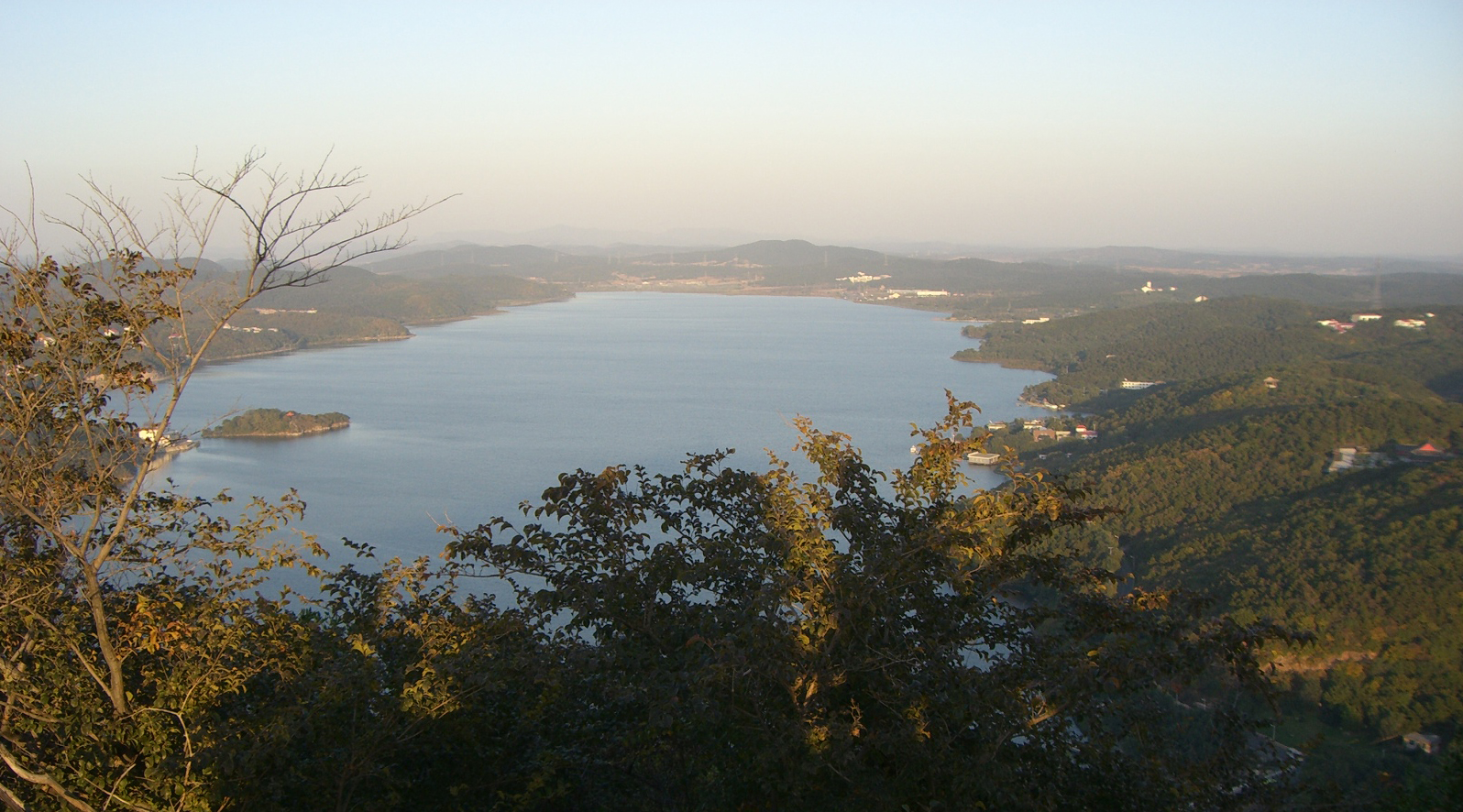
秀湖は全体の形が「秀」の字に似ているといわれている。

棋盤山国際観光区（きばんさんこくさいかんこうく、中国語: 棋盘山国际旅游区）は、正式には瀋陽棋盤山国際風景観光開発区（中国語: 沈阳棋盘山国际风景旅游开发区）と呼ばれ、中国遼寧省瀋陽市の北東郊外にある、美しい自然に囲まれた観光地で、瀋陽市渾南区が管轄する地域になっている。
瀋陽棋盤山国際風景観光開発区の管理区域は面積190平方キロメートルで、森林公園景観区、秀湖景観区、世界園芸博覧会景観区の3つに分かれている。開発区内には3つの村落があり、人口は51,000人である。この地域の主な観光名所は、棋盤山、秀湖、瀋陽国立森林公園、瀋陽植物園（沈阳植物园）、清福陵、瀋陽森林野生動物公園（沈阳森林野生动物园）、盛京ゴルフクラブなどである。
2000年に、第一回中国観光地等級4A（国家4A级旅游景区）に指定されている。

## 参照項目
- 瀋陽の観光地
- 2006中国瀋陽世界園芸博覧会